# 나카지마 류키
나카지마 류키(일본어: 中島 龍基, 1992년 1월 12일 ~ )는 일본의 축구 선수이다.

## 구단 경력
FC TIAMO 히라카타에서 활동했다.

## 국가대표팀 경력
그는 2009년 FIFA U-17 월드컵에 참가할 일본 U-17 국가대표팀에 발탁되었다.